# Down on the Upside
Down on the Upside es el quinto álbum de Soundgarden, editado el 21 de mayo de 1996 en el sello A&M Records. Después de una gira mundial en promoción de su álbum anterior, Superunknown (1994), Soundgarden comenzó a trabajar en un nuevo álbum. El disco se caracteriza por poseer un sonido menos grunge que el resto de trabajos de la banda, orientándose más hacia la experimentación, hecho apreciable en la aparición, por ejemplo, de mandolinas en la canción "Ty Cobb". El deseo de Cornell de eliminar aquellos famosos riffs de base heavy metal característicos de la banda provocó fortísimas discusiones entre este y Kim Thayil. 
El álbum encabezó las listas de Nueva Zelanda y Australia y debutó en el número dos del Billboard 200 de Estados Unidos, vendiendo 200.000 copias en su primera semana y generando los sencillos Pretty Noose, Burden in My Hand, Blow Up the Outside World y Ty Cobb. La banda realizó la gira Lollapalooza de 1996 y, posteriormente, apoyó el álbum con una gira mundial. 
La edición de este álbum marca para muchos la desaparición definitiva del movimiento grunge en Seattle, ya que, en ese mismo año, No Code, cuarto álbum de Pearl Jam, es recibido negativamente entre fanes y crítica en comparación con anteriores trabajos; además, es en ese año cuando Screaming Trees sacan su último trabajo, Dust, y cuando Alice In Chains deciden suspender las giras y conciertos debido al cada vez peor estado de salud de Layne Staley.
Down on the Upside fue el último álbum de estudio de Soundgarden hasta King Animal de 2012, ya que las tensiones dentro de la banda llevaron a su ruptura en abril de 1997. El álbum ha vendido 1,6 millones de copias en los Estados Unidos.

## Lista de canciones
| #  | Canción                     | Duración | Compositores                |
| -- | --------------------------- | -------- | --------------------------- |
| 01 | "Pretty Noose"              | 4:12     | Chris Cornell               |
| 02 | "Rhinosaur"                 | 3:14     | Matt Cameron, Chris Cornell |
| 03 | "Zero Chance"               | 4:18     | Chris Cornell, Ben Shepherd |
| 04 | "Dusty"                     | 4:34     | Chris Cornell, Ben Shepherd |
| 05 | "Ty Cobb"                   | 3:05     | Chris Cornell, Ben Shepherd |
| 06 | "Blow Up the Outside World" | 5:47     | Chris Cornell               |
| 07 | "Burden in My Hand"         | 4:50     | Chris Cornell               |
| 08 | "Never Named"               | 2:28     | Chris Cornell, Ben Shepherd |
| 09 | "Applebite"                 | 5:10     | Matt Cameron, Chris Cornell |
| 10 | "Never the Machine Forever" | 3:36     | Kim Thayil                  |
| 11 | "Tighter & Tighter"         | 6:06     | Chris Cornell               |
| 12 | "No Attention"              | 4:27     | Chris Cornell               |
| 13 | "Switch Opens"              | 3:53     | Chris Cornell, Ben Shepherd |
| 14 | "Overfloater"               | 5:09     | Chris Cornell               |
| 15 | "An Unkind"                 | 2:08     | Ben Shepherd                |
| 16 | "Boot Camp"                 | 2:59     | Chris Cornell               |

Además de la lista oficial se compuso otra canción para el álbum, "Christ", que no aparece en el disco debido a que no hubo tiempo de grabar la parte vocal de la canción; sin embargo, sí está grabada la parte instrumental, apareciendo el tema en el concierto que dio la banda en el festival de Reading en 1995.

## Formación
- Chris Cornell - Voz, guitarra y mandolina
- Kim Thayil - Guitarra
- Ben Shepherd - Bajo y mandolina
- Matt Cameron - Batería

## Posiciones en las listas
| Lista (1996-2025)                    | Posición más alta |
| ------------------------------------ | ----------------- |
| Australia (ARIA)                     | 1                 |
| Austria (Ö3 Austria)                 | 12                |
| Bélgica (Ultratop Flandes)           | 18                |
| Bélgica (Ultratop Valonia)           | 19                |
| Canada Albums (The Record)           | 2                 |
| Danish Albums (Hitlisten)            | 15                |
| Países Bajos (Album Top 100)         | 12                |
| Estonia Albums (Eesti Top 10)        | 8                 |
| Europe (European Top 100 Albums)     | 6                 |
| Finlandia (Suomen virallinen lista)  | 4                 |
| Francia (SNEP)                       | 16                |
| Alemania (Offizielle Top 100)        | 15                |
| Greek Albums (IFPI)                  | 45                |
| Hungary Albums (MAHASZ)              | 34                |
| Icelandic Albums (Tónlist)           | 3                 |
| Italian Albums (FIMI)                | 7                 |
| Nueva Zelanda (RMNZ)                 | 1                 |
| Noruega (VG‑lista)                   | 6                 |
| Portuguese Albums (AFP)              | 23                |
| Escocia (Scottish Albums Chart)      | 11                |
| Suecia (Sverigetopplistan)           | 3                 |
| Suiza (Schweizer Hitparade)          | 20                |
| Reino Unido (UK Albums Chart)        | 7                 |
| Reino Unido (UK Rock & Metal Albums) | 1                 |
| Estados Unidos (Billboard 200)       | 2                 |

| Lista (2016)                | Posición más alta |
| --------------------------- | ----------------- |
| US Vinyl Albums (Billboard) | 14                |

| Lista (2017)                      | Posición más alta |
| --------------------------------- | ----------------- |
| US Top Catalog Albums (Billboard) | 45                |
| US Hard Rock Albums (Billboard)   | 14                |
| US Top Rock Albums (Billboard)    | 39                |

| Lista (1996)                              | Posición |
| ----------------------------------------- | -------- |
| Canadá (Billboard Canadian Albums)        | 40       |
| European Albums (European Top 100 Albums) | 93       |
| New Zealand Albums (RMNZ)                 | 20       |
| Swedish Albums Chart                      | 93       |
| US Billboard 200                          | 47       |

### Sencillos
| 1996                                                                         | "Pretty Noose"              | 37 | 4  | 2 | 22 | 43 | 1 | 10 | 18 | 42 | 47 | 14 |
| 1996                                                                         | "Burden in My Hand"         | 40 | 1  | 2 | 57 | 9  | 1 | —  | —  | —  | —  | 33 |
| 1996                                                                         | "Blow Up the Outside World" | 53 | 1  | 8 | 76 | 89 | 2 | —  | —  | —  | —  | 40 |
| 1997                                                                         | "Ty Cobb"                   | —  | —  | — | —  | —  | — | —  | —  | —  | —  | —  |
| 1997                                                                         | "Rhinosaur" (airplay)       | —  | 19 | — | —  | —  | — | —  | —  | —  | —  | —  |
| "—" denotes singles that did not chart or were not released in that country. |                             |    |    |   |    |    |   |    |    |    |    |    |